# Mirabeau (Vaucluse)
Mirabeau is een gemeente in het Franse departement Vaucluse (regio Provence-Alpes-Côte d'Azur) en telt 907 inwoners (1999). De plaats maakt deel uit van het arrondissement Apt.

## Geografie
De oppervlakte van Mirabeau bedraagt 32,1 km², de bevolkingsdichtheid is 28,3 inwoners per km².
De onderstaande kaart toont de ligging van Mirabeau (Vaucluse) met de belangrijkste infrastructuur en aangrenzende gemeenten.

## Demografie
Onderstaande figuur toont het verloop van het inwonertal (bron: INSEE-tellingen).
1. ↑  Populations de référence 2022.